# Bert Vermeeren
Bert Vermeeren (Teteringen, 20 januari 1910 - Breda, 24 januari 1967) was een Nederlands kunstschilder, neef van Jac Vermeeren en Frans Vermeeren.
In Ginneken waren tussen 1890 en 1938 de broers Frans (1872-1938) en Jac Vermeeren (1886-1935) actief. Van beroep huisschilder, hebben ze hun vrije tijd als kunstschilder de omgeving van Ginneken vastgelegd: het Mastbos, boerderijen en landschappen.
Bert Vermeeren maakte van het schilderen zijn beroep. Vanwege een handicap op een rolstoel aangewezen, schilderde hij tussen 1928 en 1967 'aan de lopende band'. Bekendheid verwierf hij met portretten, stillevens en bloemstukken. Op latere leeftijd ontwikkelde hij zich tot kopiist en maakte in opdracht van gemeenten en de Provincie Noord-Brabant kopieën van historische portretten.
Buiten deze drie schilders komen in het geslacht Vermeeren nog een aantal schilders voor:
- Karel Vermeeren, 1912-1998,
- Ad Vermeeren, 1925-1986,
- Ad Aarts, 1931,
- Anita Vermeeren, 1967,
- Jesse Vermeeren, 1974.